# Parapofisi
Le parapofisi, in zoologia (specialmente con riferimento allo scheletro dei vertebrati), sono i due processi (una sporgenza ossea) trasversi della vertebra, situati in posizione ventrale rispetto alle diapofisi, sui quali si articolano le due emapofisi.
Ad esse si articolano dei rudimenti di coste. Nei rettili la parapofisi è fusa con la diapofisi a formare una sinapofisi.